# Таиланд на летних Олимпийских играх 2004
Таиланд принимал участие в Летних Олимпийских играх 2004 года в Афинах (Греция) в тринадцатый раз за свою историю, и завоевал одну серебряную, четыре бронзовых и три золотые медали. Сборную страны представляли 42 участника, из которых 18 женщин. Это самое удачное выступление сборной Таиланда.

## 01!Золото
- Бокс, мужчины — Манус Бунчамнонг.
- Тяжёлая атлетика, женщины - Удомпорн Полсак.
- Тяжёлая атлетика, женщины - Павина Тонгсук.

## 02!Серебро
- Бокс, мужчины — Ворапоя Петчкума.

## 03!Бронза
- Бокс, мужчины — Сирия Прасатинпимаи.
- Тхэквондо, женщины - Яовапа Бураполчай
- Тяжёлая атлетика, женщины - Арее Вираттаворн.
- Тяжёлая атлетика, женщины - Вандее Камеаим.

## Состав олимпийской сборной Таиланда

### Плавание
Спортсменов — 2
В следующий раунд на каждой дистанции проходили лучшие спортсмены по времени, независимо от места занятого в своём заплыве.
Мужчины
| Спортсмен           | Соревнование        | Предварительные заплывы | Предварительные заплывы | Полуфиналы | Полуфиналы | Финал     | Финал     |
| Спортсмен           | Соревнование        | Результат               | Место                   | Результат  | Место      | Результат | Место     |
| ------------------- | ------------------- | ----------------------- | ----------------------- | ---------- | ---------- | --------- | --------- |
| Чхарнвудтх Саенгсри | 400 м вольный стиль | 3:59,89                 | 33                      |            |            | Не прошёл | Не прошёл |

Женщины
| Спортсменка              | Соревнование   | Предварительные заплывы | Предварительные заплывы | Полуфиналы | Полуфиналы | Финал     | Финал     |
| Спортсменка              | Соревнование   | Результат               | Место                   | Результат  | Место      | Результат | Место     |
| ------------------------ | -------------- | ----------------------- | ----------------------- | ---------- | ---------- | --------- | --------- |
| Нимитта Тхавесупсунтхорн | 400 м комплекс | 5:00,06                 | 22                      |            |            | Не прошла | Не прошла |